# Constanza de Bearne
Constanza de Bearne (fallecida después de 1277) fue una dama de la nobleza franco-aragonesa que vivió durante el siglo XIII. Fue hija de Guillermo II de Bearne y Garsenda de Provenza. Por línea materna era nieta del infante Alfonso de Aragón (conde Alfonso II de Provenza) y de Garsenda de Sabran, y, por ende, biznieta de los reyes Alfonso II de Aragón y Sancha de Castilla.

## Biografía
Su padre, Guillermo II de Bearne, conde de Bearne y señor de Montcada, ayudó a Jaime I de Aragón (1208-1276) en su lucha contra los musulmanes para incorporar las Islas Baleares a la Corona de Aragón entre 1229 y 1235. Aparece en numerosas ocasiones en la Crónica de Fray Pedro Marsilio y en diversos diplomas de Teobaldo I de Champaña, rey de Navarra, como testigo.
Su esposo, Diego López III de Haro, fue el séptimo señor de Vizcaya, entre 1236 y 1254. En general, se caracteriza por su fidelidad al trono de Castilla en las personas de Fernando III el Santo y Alfonso X el Sabio hasta 1254. Solo se conocen dos momentos de su vida en los que se rebela contra los monarcas castellanos. En 1240, cuando acercó su postura al Reino de Aragón (resultado de lo cual, seguramente, fue su unión con esta dama, hija de uno de los mejores vasallos aragoneses) y, en 1254, cuando ofreció sus servicios a Jaime I de Aragón (señor de su suegro) debido a sus constantes enfrentamientos con el rey castellano. Tras declararse súbdito aragonés, se retiró a Baños de Oja (La Rioja) aquejado de reuma, ciudad en la que murió el 4 de octubre de ese mismo año abrasado tras recibir unos baños especiales para curar su enfermedad.
Después de enviudar, Constanza fue abadesa en el Monasterio de Cañas, donde sucedió a la tía de su esposo, Urraca Díaz de Haro, tras su muerte en 1262.

## Nupcias y descendencia
Fruto de su matrimonio con Diego López III de Haro, señor de Vizcaya, nacieron cinco hijos: 
- Lope Díaz III de Haro (1245-Alfaro, 1288). Heredó el señorío de Vizcaya tras la defunción de su padre y contrajo matrimonio con Juana Alfonso de Molina, hija del infante Alfonso de Molina y nieta del rey Alfonso IX de León. Fue asesinado en Alfaro en 1288 por Sancho IV de Castilla.
- Diego López V de Haro (¿1250?-1310). Señor de Vizcaya, contrajo matrimonio con Violante de Castilla, hija de Alfonso X de Castilla. Falleció durante el sitio de Algeciras de 1309 y su cadáver recibió sepultura en el desaparecido monasterio de San Francisco de Burgos.
- Urraca Díaz de Haro. Contrajo matrimonio con Fernando Rodríguez de Castro, señor de Cigales y Cuéllar e hijo de Rodrigo Fernández de Castro, vizconde de Cabrera y señor de Cigales, y su esposa Leonor González de Lara.
- Teresa de Haro. Esposa de Juan Núñez I de Lara, señor de la Casa de Lara e hijo de Nuño González de Lara "el Bueno".
- Sancha Díaz de Haro (m. después de 1287), a quien su hermano Diego hace donación el 22 de abril de 1287 del lugar de Segoviana, aldea de Santa Olalla.[2]

De ella descienden vía matrilineal personajes como la Reina Victoria del Reino Unido, Catalina II de Rusia (la Grande), Felipe VI de España, Carlos III de Inglaterra, Leopoldo I de Bélgica, el kaiser Guillermo II o el Príncipe Felipe de Edimburgo.